# Circuito di Biella
Il Circuito di Biella è stato un circuito automobilistico cittadino situato all'interno della città di Biella, su questo circuito cittadino sono state gareggiate 2 edizioni del Formula Grand Prix (antenata della Formula 1), valide per il Campionato europeo di automobilismo.

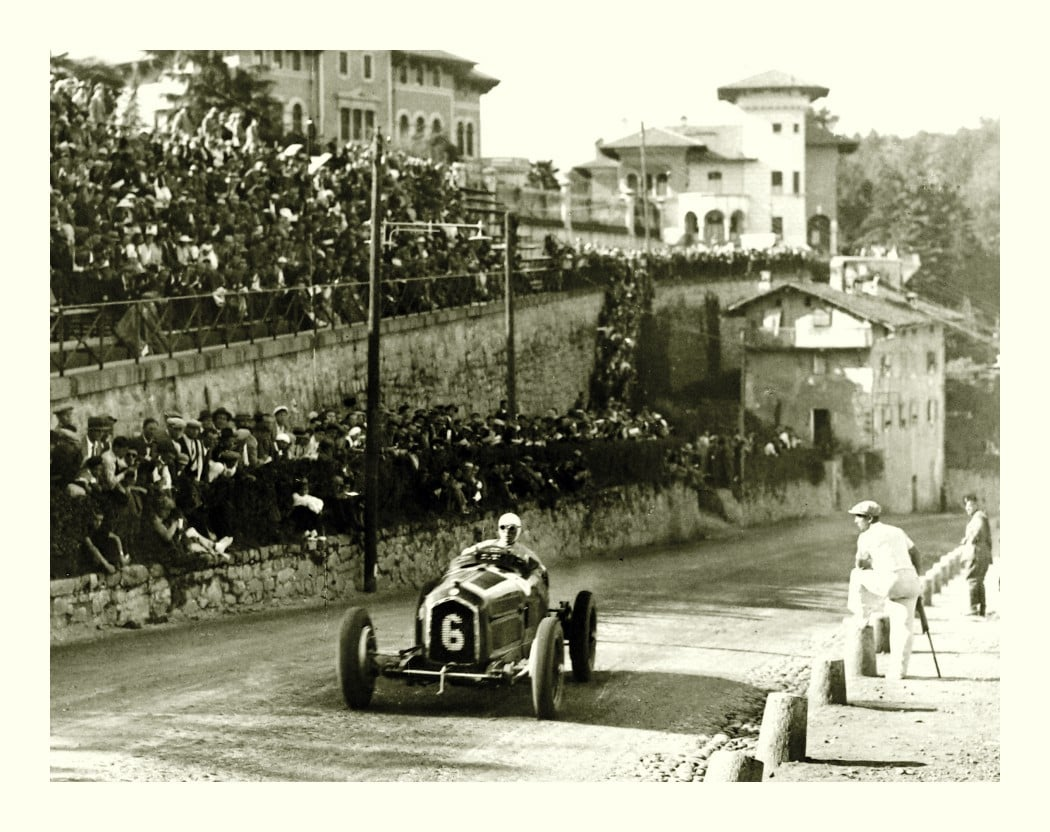
Immagine del gran premio di biella 1934

Presentava cinque curve a 90º e un tornante, il circuito cittadino è stato chiuso dopo l'edizione del 1935.

## Storia: La creazione del circuito
Durante la primavera del 1934 ad un'adunata della commissione sportiva del R.A.C.I (Regio Automobile Club Italiano) locale, si discute della gara automobilistica Biella-Oropa; i componenti della commissione sono divisi tra chi ne vanta ancora la bellezza e il fascino e coloro che la ritengono una competizione superata che, ormai, ha fatto il suo tempo.
Nel pieno della discussione ci fu chi avanzò una proposta quantomeno azzardata, se non addirittura folle: "...e se si facesse un circuito?".
La provocazione ebbe il suo effetto e ci fu chi immediatamente propose le location più disparate, dal giro della Serra, quello della Valle Strona, fino a quelli più brevi di Vigliano e Candelo. Quando la mente vola non c'è più limite alla fantasia e, nel mezzo della riunione, qualcuno azzardo l'idea più folle, ovvero un circuito cittadino in piena Biella. In quel momento, la proposta venne assolutamente bocciata e definita, come riportano le cronache dell'epoca sul giornale Biellese,: "...Talmente temeraria da non prendersi nemmeno in considerazione". (Biellese, Anno IV, numero 7, agosto 1934).

Fino all'estate dello stesso anno non ci furono novità in merito all'organizzazione di questo circuito e di questo gran premio, ma ad un certo punto la richiesta di organizzazione venne accettata e inaspettatamente, il presidente locale Adolfo Rivetti e i suoi collaboratori poterono tirare un sospiro di sollievo, e nacque il tanto atteso il circuito di Biella.
«Biella ha avuto domenica la sua grande giornata di sport. Mai, nella nostra città, avvenimento sportivo ha saputo come il I Circuito Automobilistico polarizzare su di sé l’interesse e l’entusiasmo di migliaia e migliaia di appassionati convenuti da ogni centro per assistere alle prodezze di un sceltissimo lotto di campioni del volante, lanciati alla conquista di un primato ambitissimo e di un’affermazione che, per i migliori, era la miglior presentazione per il Gran premio d’Italia che si correrà domenica prossima a Monza» 

"il Biellese" Anno IV, numero 10, settembre 1934.

## Il circuito
Fino a quel momento, in Piemonte, la sola città di Alessandria organizzò una gara automobilistica su un proprio circuito; Biella si poneva quindi come novità assoluta proponendo un tracciato di 2200m particolarmente suggestivo, con parecchie analogie con il più celebre circuito di Montecarlo.
La partenza era fissata in via Torino, davanti ai giardini di fronte ai portici e, dopo un breve rettilineo di circa 60 m, si imboccava la prima delle cinque curve a 90° svoltando in via Lamarmora (attuale via Bertodano) che veniva percorsa per 100m fino alla stazione delle ferrovie elettriche, per poi piegare di nuovo a 90° a sinistra imboccare via Vittorio Emanuele (attuale via Repubblica).
Altri 120m di rettilineo e si giungeva alla terza curva di 90°, questa volta a destra, che immetteva in via Cernaia dove cominciava il lungo tratto in discesa con un'ampia curva a sinistra oltre la quale si scendeva ulteriormente, raggiungendo le massime velocità, fino al punto più spettacolare e difficile del tracciato: il tornante di Ponte Cervo, curva violenta di 180° a sinistra dove iniziava la salita dell'ospedale, proseguendo poi lungo tutto il viale principe di Piemonte (attuale via Carducci) al termine del quale con una curva a destra di 90° si imboccava il viale regina Margherita (attuale viale Matteotti) che veniva percorso completamente, attraversando nuovamente via Vittorio Emanuele, per giungere all'ultima curva di 90° a sinistra che immetteva sul rettilineo del traguardo.
Un tracciato particolarmente impegnativo, con cinque curve a 90° più il tornante di ponte cervo dove i piloti arrivavano in discesa la massima velocità, erano costretti a vere proprie acrobazie per tenere sotto controllo i bolidi sollecitando violentemente i freni e gli pneumatici, oltre al cambio con la decisa scalata dalla quarta alla prima marcia. Immediatamente dopo aver completato la curva toccava ai motori il massimo sforzo per riprendere velocità sul tratto in salita dietro all'ospedale Per poi giungere al traguardo.

## Gran premi disputati
- Circuito di Biella 1934  Vincitore:  Italia, Carlo Felice Trossi su Alfa Romeo.[5]

- Circuito di Biella 1935  Vincitore:  Italia, Tazio Nuvolari su Alfa Romeo.[6]